# Gustav Robert Ebert
Gustav Robert Ebert (* 11. April 1835 in Stadt Wehlen; † 27. Juni 1911 in Dresden) war ein deutscher Lehrer und Naturwissenschaftler.

## Leben und Wirken
Ebert wurde 1835 im sächsischen Stadt Wehlen als Sohn eines Webermeisters geboren. Nach dem Schulbesuch und erfolgter Promotion zum Dr. phil. wurde Ebert 1854 Hilfslehrer in Polenz bei Neustadt in Sachsen. 1862 wechselte er als Lehrer an die Realschule in Chemnitz. Bereits im darauffolgenden Jahr 1863 erhielt er eine Anstellung als Oberlehrer für Naturwissenschaften am Vitzthum’schen Gymnasium in Dresden, wo er fortan tätig war. 1863 trat er der Naturwissenschaftlichen Gesellschaft „Isis“ bei.
Er verfasste eine Abhandlung über eine vorgeschlagene Systematik in der Zoologie und schrieb verschiedene Aufsätze in den Sitzungsberichten der Naturwissenschaftlichen Gesellschaft „Isis“ in Dresden, deren Mitglied und in deren Direktorium er viele Jahre war. Er war Vorsitzender der Sektion Zoologie.
Ebert verstarb 1911 im Alter von 76 Jahren.

## Schriften (Auswahl)
- Zur Systematisirung des Thierreichs. 1867.